# Кордеса тема
Тема Кордеса — тема в шаховій композиції в жанрі етюда. Суть теми — чорні мають матеріальну перевагу і, щоб уникнути мату, жертвують сильну фігуру з метою створення патового стану. До виграшу веде відмова від взяття чорної фігури. 

## Історія

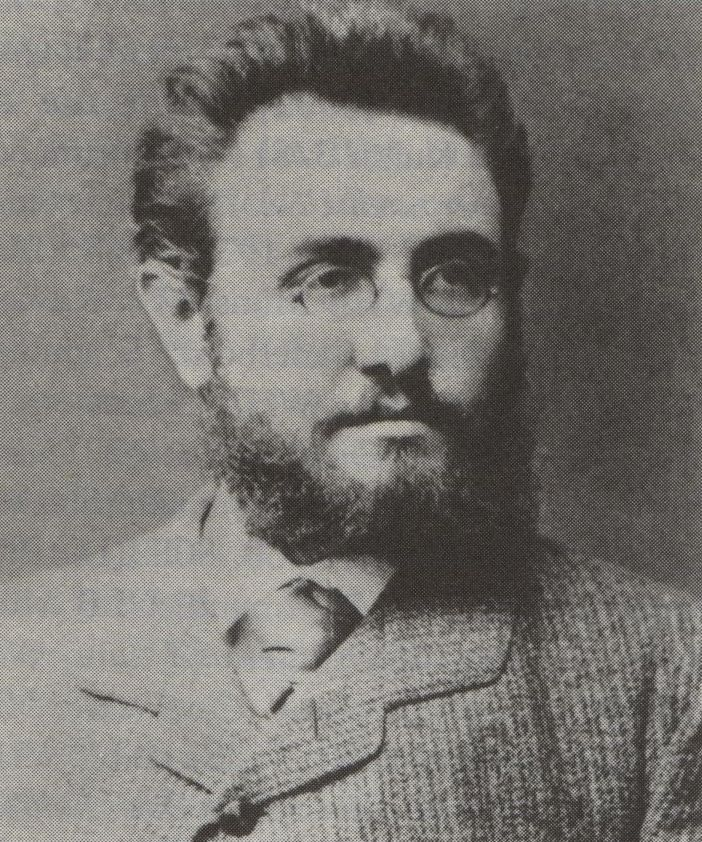
Генрих Кордес

Цю ідею запропонував у 1895 році німецький етюдист Генріх Кордес (10.10.1852 — 24.04.1917).
В процесі рішення чорні активно жертвують сильну фігуру, тим самим створюють пастку. У разі прийняття білими жертви створюється патова позиція. Тому білі відмовляються від жертви чорної фігури й іншими маневрами досягають виграшу.
Ідея дістала назву — тема Кордеса.
|   | a | b | c | d | e | f | g | h |   |
| 8 | a5 білий слон · c5 чорний пішак · g5 чорний пішак · h5 чорний пішак · h4 чорний король · b3 білий пішак · e3 чорний ферзь · h3 білий пішак · f2 білий кінь · g2 білий пішак · h1 білий король | a5 білий слон · c5 чорний пішак · g5 чорний пішак · h5 чорний пішак · h4 чорний король · b3 білий пішак · e3 чорний ферзь · h3 білий пішак · f2 білий кінь · g2 білий пішак · h1 білий король | a5 білий слон · c5 чорний пішак · g5 чорний пішак · h5 чорний пішак · h4 чорний король · b3 білий пішак · e3 чорний ферзь · h3 білий пішак · f2 білий кінь · g2 білий пішак · h1 білий король | a5 білий слон · c5 чорний пішак · g5 чорний пішак · h5 чорний пішак · h4 чорний король · b3 білий пішак · e3 чорний ферзь · h3 білий пішак · f2 білий кінь · g2 білий пішак · h1 білий король | a5 білий слон · c5 чорний пішак · g5 чорний пішак · h5 чорний пішак · h4 чорний король · b3 білий пішак · e3 чорний ферзь · h3 білий пішак · f2 білий кінь · g2 білий пішак · h1 білий король | a5 білий слон · c5 чорний пішак · g5 чорний пішак · h5 чорний пішак · h4 чорний король · b3 білий пішак · e3 чорний ферзь · h3 білий пішак · f2 білий кінь · g2 білий пішак · h1 білий король | a5 білий слон · c5 чорний пішак · g5 чорний пішак · h5 чорний пішак · h4 чорний король · b3 білий пішак · e3 чорний ферзь · h3 білий пішак · f2 білий кінь · g2 білий пішак · h1 білий король | a5 білий слон · c5 чорний пішак · g5 чорний пішак · h5 чорний пішак · h4 чорний король · b3 білий пішак · e3 чорний ферзь · h3 білий пішак · f2 білий кінь · g2 білий пішак · h1 білий король | 8 |
| 7 | a5 білий слон · c5 чорний пішак · g5 чорний пішак · h5 чорний пішак · h4 чорний король · b3 білий пішак · e3 чорний ферзь · h3 білий пішак · f2 білий кінь · g2 білий пішак · h1 білий король | a5 білий слон · c5 чорний пішак · g5 чорний пішак · h5 чорний пішак · h4 чорний король · b3 білий пішак · e3 чорний ферзь · h3 білий пішак · f2 білий кінь · g2 білий пішак · h1 білий король | a5 білий слон · c5 чорний пішак · g5 чорний пішак · h5 чорний пішак · h4 чорний король · b3 білий пішак · e3 чорний ферзь · h3 білий пішак · f2 білий кінь · g2 білий пішак · h1 білий король | a5 білий слон · c5 чорний пішак · g5 чорний пішак · h5 чорний пішак · h4 чорний король · b3 білий пішак · e3 чорний ферзь · h3 білий пішак · f2 білий кінь · g2 білий пішак · h1 білий король | a5 білий слон · c5 чорний пішак · g5 чорний пішак · h5 чорний пішак · h4 чорний король · b3 білий пішак · e3 чорний ферзь · h3 білий пішак · f2 білий кінь · g2 білий пішак · h1 білий король | a5 білий слон · c5 чорний пішак · g5 чорний пішак · h5 чорний пішак · h4 чорний король · b3 білий пішак · e3 чорний ферзь · h3 білий пішак · f2 білий кінь · g2 білий пішак · h1 білий король | a5 білий слон · c5 чорний пішак · g5 чорний пішак · h5 чорний пішак · h4 чорний король · b3 білий пішак · e3 чорний ферзь · h3 білий пішак · f2 білий кінь · g2 білий пішак · h1 білий король | a5 білий слон · c5 чорний пішак · g5 чорний пішак · h5 чорний пішак · h4 чорний король · b3 білий пішак · e3 чорний ферзь · h3 білий пішак · f2 білий кінь · g2 білий пішак · h1 білий король | 7 |
| 6 | a5 білий слон · c5 чорний пішак · g5 чорний пішак · h5 чорний пішак · h4 чорний король · b3 білий пішак · e3 чорний ферзь · h3 білий пішак · f2 білий кінь · g2 білий пішак · h1 білий король | a5 білий слон · c5 чорний пішак · g5 чорний пішак · h5 чорний пішак · h4 чорний король · b3 білий пішак · e3 чорний ферзь · h3 білий пішак · f2 білий кінь · g2 білий пішак · h1 білий король | a5 білий слон · c5 чорний пішак · g5 чорний пішак · h5 чорний пішак · h4 чорний король · b3 білий пішак · e3 чорний ферзь · h3 білий пішак · f2 білий кінь · g2 білий пішак · h1 білий король | a5 білий слон · c5 чорний пішак · g5 чорний пішак · h5 чорний пішак · h4 чорний король · b3 білий пішак · e3 чорний ферзь · h3 білий пішак · f2 білий кінь · g2 білий пішак · h1 білий король | a5 білий слон · c5 чорний пішак · g5 чорний пішак · h5 чорний пішак · h4 чорний король · b3 білий пішак · e3 чорний ферзь · h3 білий пішак · f2 білий кінь · g2 білий пішак · h1 білий король | a5 білий слон · c5 чорний пішак · g5 чорний пішак · h5 чорний пішак · h4 чорний король · b3 білий пішак · e3 чорний ферзь · h3 білий пішак · f2 білий кінь · g2 білий пішак · h1 білий король | a5 білий слон · c5 чорний пішак · g5 чорний пішак · h5 чорний пішак · h4 чорний король · b3 білий пішак · e3 чорний ферзь · h3 білий пішак · f2 білий кінь · g2 білий пішак · h1 білий король | a5 білий слон · c5 чорний пішак · g5 чорний пішак · h5 чорний пішак · h4 чорний король · b3 білий пішак · e3 чорний ферзь · h3 білий пішак · f2 білий кінь · g2 білий пішак · h1 білий король | 6 |
| 5 | a5 білий слон · c5 чорний пішак · g5 чорний пішак · h5 чорний пішак · h4 чорний король · b3 білий пішак · e3 чорний ферзь · h3 білий пішак · f2 білий кінь · g2 білий пішак · h1 білий король | a5 білий слон · c5 чорний пішак · g5 чорний пішак · h5 чорний пішак · h4 чорний король · b3 білий пішак · e3 чорний ферзь · h3 білий пішак · f2 білий кінь · g2 білий пішак · h1 білий король | a5 білий слон · c5 чорний пішак · g5 чорний пішак · h5 чорний пішак · h4 чорний король · b3 білий пішак · e3 чорний ферзь · h3 білий пішак · f2 білий кінь · g2 білий пішак · h1 білий король | a5 білий слон · c5 чорний пішак · g5 чорний пішак · h5 чорний пішак · h4 чорний король · b3 білий пішак · e3 чорний ферзь · h3 білий пішак · f2 білий кінь · g2 білий пішак · h1 білий король | a5 білий слон · c5 чорний пішак · g5 чорний пішак · h5 чорний пішак · h4 чорний король · b3 білий пішак · e3 чорний ферзь · h3 білий пішак · f2 білий кінь · g2 білий пішак · h1 білий король | a5 білий слон · c5 чорний пішак · g5 чорний пішак · h5 чорний пішак · h4 чорний король · b3 білий пішак · e3 чорний ферзь · h3 білий пішак · f2 білий кінь · g2 білий пішак · h1 білий король | a5 білий слон · c5 чорний пішак · g5 чорний пішак · h5 чорний пішак · h4 чорний король · b3 білий пішак · e3 чорний ферзь · h3 білий пішак · f2 білий кінь · g2 білий пішак · h1 білий король | a5 білий слон · c5 чорний пішак · g5 чорний пішак · h5 чорний пішак · h4 чорний король · b3 білий пішак · e3 чорний ферзь · h3 білий пішак · f2 білий кінь · g2 білий пішак · h1 білий король | 5 |
| 4 | a5 білий слон · c5 чорний пішак · g5 чорний пішак · h5 чорний пішак · h4 чорний король · b3 білий пішак · e3 чорний ферзь · h3 білий пішак · f2 білий кінь · g2 білий пішак · h1 білий король | a5 білий слон · c5 чорний пішак · g5 чорний пішак · h5 чорний пішак · h4 чорний король · b3 білий пішак · e3 чорний ферзь · h3 білий пішак · f2 білий кінь · g2 білий пішак · h1 білий король | a5 білий слон · c5 чорний пішак · g5 чорний пішак · h5 чорний пішак · h4 чорний король · b3 білий пішак · e3 чорний ферзь · h3 білий пішак · f2 білий кінь · g2 білий пішак · h1 білий король | a5 білий слон · c5 чорний пішак · g5 чорний пішак · h5 чорний пішак · h4 чорний король · b3 білий пішак · e3 чорний ферзь · h3 білий пішак · f2 білий кінь · g2 білий пішак · h1 білий король | a5 білий слон · c5 чорний пішак · g5 чорний пішак · h5 чорний пішак · h4 чорний король · b3 білий пішак · e3 чорний ферзь · h3 білий пішак · f2 білий кінь · g2 білий пішак · h1 білий король | a5 білий слон · c5 чорний пішак · g5 чорний пішак · h5 чорний пішак · h4 чорний король · b3 білий пішак · e3 чорний ферзь · h3 білий пішак · f2 білий кінь · g2 білий пішак · h1 білий король | a5 білий слон · c5 чорний пішак · g5 чорний пішак · h5 чорний пішак · h4 чорний король · b3 білий пішак · e3 чорний ферзь · h3 білий пішак · f2 білий кінь · g2 білий пішак · h1 білий король | a5 білий слон · c5 чорний пішак · g5 чорний пішак · h5 чорний пішак · h4 чорний король · b3 білий пішак · e3 чорний ферзь · h3 білий пішак · f2 білий кінь · g2 білий пішак · h1 білий король | 4 |
| 3 | a5 білий слон · c5 чорний пішак · g5 чорний пішак · h5 чорний пішак · h4 чорний король · b3 білий пішак · e3 чорний ферзь · h3 білий пішак · f2 білий кінь · g2 білий пішак · h1 білий король | a5 білий слон · c5 чорний пішак · g5 чорний пішак · h5 чорний пішак · h4 чорний король · b3 білий пішак · e3 чорний ферзь · h3 білий пішак · f2 білий кінь · g2 білий пішак · h1 білий король | a5 білий слон · c5 чорний пішак · g5 чорний пішак · h5 чорний пішак · h4 чорний король · b3 білий пішак · e3 чорний ферзь · h3 білий пішак · f2 білий кінь · g2 білий пішак · h1 білий король | a5 білий слон · c5 чорний пішак · g5 чорний пішак · h5 чорний пішак · h4 чорний король · b3 білий пішак · e3 чорний ферзь · h3 білий пішак · f2 білий кінь · g2 білий пішак · h1 білий король | a5 білий слон · c5 чорний пішак · g5 чорний пішак · h5 чорний пішак · h4 чорний король · b3 білий пішак · e3 чорний ферзь · h3 білий пішак · f2 білий кінь · g2 білий пішак · h1 білий король | a5 білий слон · c5 чорний пішак · g5 чорний пішак · h5 чорний пішак · h4 чорний король · b3 білий пішак · e3 чорний ферзь · h3 білий пішак · f2 білий кінь · g2 білий пішак · h1 білий король | a5 білий слон · c5 чорний пішак · g5 чорний пішак · h5 чорний пішак · h4 чорний король · b3 білий пішак · e3 чорний ферзь · h3 білий пішак · f2 білий кінь · g2 білий пішак · h1 білий король | a5 білий слон · c5 чорний пішак · g5 чорний пішак · h5 чорний пішак · h4 чорний король · b3 білий пішак · e3 чорний ферзь · h3 білий пішак · f2 білий кінь · g2 білий пішак · h1 білий король | 3 |
| 2 | a5 білий слон · c5 чорний пішак · g5 чорний пішак · h5 чорний пішак · h4 чорний король · b3 білий пішак · e3 чорний ферзь · h3 білий пішак · f2 білий кінь · g2 білий пішак · h1 білий король | a5 білий слон · c5 чорний пішак · g5 чорний пішак · h5 чорний пішак · h4 чорний король · b3 білий пішак · e3 чорний ферзь · h3 білий пішак · f2 білий кінь · g2 білий пішак · h1 білий король | a5 білий слон · c5 чорний пішак · g5 чорний пішак · h5 чорний пішак · h4 чорний король · b3 білий пішак · e3 чорний ферзь · h3 білий пішак · f2 білий кінь · g2 білий пішак · h1 білий король | a5 білий слон · c5 чорний пішак · g5 чорний пішак · h5 чорний пішак · h4 чорний король · b3 білий пішак · e3 чорний ферзь · h3 білий пішак · f2 білий кінь · g2 білий пішак · h1 білий король | a5 білий слон · c5 чорний пішак · g5 чорний пішак · h5 чорний пішак · h4 чорний король · b3 білий пішак · e3 чорний ферзь · h3 білий пішак · f2 білий кінь · g2 білий пішак · h1 білий король | a5 білий слон · c5 чорний пішак · g5 чорний пішак · h5 чорний пішак · h4 чорний король · b3 білий пішак · e3 чорний ферзь · h3 білий пішак · f2 білий кінь · g2 білий пішак · h1 білий король | a5 білий слон · c5 чорний пішак · g5 чорний пішак · h5 чорний пішак · h4 чорний король · b3 білий пішак · e3 чорний ферзь · h3 білий пішак · f2 білий кінь · g2 білий пішак · h1 білий король | a5 білий слон · c5 чорний пішак · g5 чорний пішак · h5 чорний пішак · h4 чорний король · b3 білий пішак · e3 чорний ферзь · h3 білий пішак · f2 білий кінь · g2 білий пішак · h1 білий король | 2 |
| 1 | a5 білий слон · c5 чорний пішак · g5 чорний пішак · h5 чорний пішак · h4 чорний король · b3 білий пішак · e3 чорний ферзь · h3 білий пішак · f2 білий кінь · g2 білий пішак · h1 білий король | a5 білий слон · c5 чорний пішак · g5 чорний пішак · h5 чорний пішак · h4 чорний король · b3 білий пішак · e3 чорний ферзь · h3 білий пішак · f2 білий кінь · g2 білий пішак · h1 білий король | a5 білий слон · c5 чорний пішак · g5 чорний пішак · h5 чорний пішак · h4 чорний король · b3 білий пішак · e3 чорний ферзь · h3 білий пішак · f2 білий кінь · g2 білий пішак · h1 білий король | a5 білий слон · c5 чорний пішак · g5 чорний пішак · h5 чорний пішак · h4 чорний король · b3 білий пішак · e3 чорний ферзь · h3 білий пішак · f2 білий кінь · g2 білий пішак · h1 білий король | a5 білий слон · c5 чорний пішак · g5 чорний пішак · h5 чорний пішак · h4 чорний король · b3 білий пішак · e3 чорний ферзь · h3 білий пішак · f2 білий кінь · g2 білий пішак · h1 білий король | a5 білий слон · c5 чорний пішак · g5 чорний пішак · h5 чорний пішак · h4 чорний король · b3 білий пішак · e3 чорний ферзь · h3 білий пішак · f2 білий кінь · g2 білий пішак · h1 білий король | a5 білий слон · c5 чорний пішак · g5 чорний пішак · h5 чорний пішак · h4 чорний король · b3 білий пішак · e3 чорний ферзь · h3 білий пішак · f2 білий кінь · g2 білий пішак · h1 білий король | a5 білий слон · c5 чорний пішак · g5 чорний пішак · h5 чорний пішак · h4 чорний король · b3 білий пішак · e3 чорний ферзь · h3 білий пішак · f2 білий кінь · g2 білий пішак · h1 білий король | 1 |
|   | a | b | c | d | e | f | g | h |   |

FEN: 8/8/8/B1p3pp/7k/1P2q2P/5NP1/7K

1. Bc7 Qe1+ 2. Kh2 Qxf2 
3. Bd6 Qf4+, пастка, ферзя брати не можна 
4. g3+ Qxg3+ 5. Bxg3#